# TrueCrypt
TrueCrypt és una aplicació informàtica freeware descontinuada que serveix per xifrar i ocultar dades que l'usuari consideri privats. Utilitza diferents algoritmes de xifratge com AES, Serpent i Twofish o bé, una combinació dels mateixos. A més a més, permet crear un volum virtual xifrat o xifrar una unitat extraïble sencera.
Existeixen versions també per a sistemes operatius MacOS, Linux, MorphOS i la majoria dels sistemes Microsoft Windows. TrueCrypt es distribueix gratuïtament i el seu codi font hi es disponible sota una llicència restrictiva.
L'última versió va ser la 7.1a, i es va fer el 7 de febrer de 2012. Tot i així el 28 de maig de 2014, el lloc oficial de TrueCrypt va anunciar que el projecte deixaria de desplegar-se i per això, possiblement el programa podria contenir errors de seguretat.
Després d'abandonar aquest programa, seguidament els seus creadors van desenvolupar VeraCrypt, el qual es un ramal del projecte TrueCrypt.

## Operació

### Xifrat de volum
El que fa TrueCrypt és crear un arxiu amb qualsevol nom que el pot importar com una unitat de disc, segons el sistema operatiu utilitzat, amb la seva identificació. El contingut d'aquest arxiu té el seu propi sistema d'arxius per poder operar com una unitat comú d'emmagatzematge.
Tot allò que es gravi en la unitat vitual, es xifrarà. Quan es "munta" la unitat a través de TrueCrypt, es demana la contrasenya que l'usuari va triar al moment de crear aquest arxiu.

### Keyfiles
La contrasenya seria el punt feble del sistema, ja que a l'hora de escollir una contrasenya els usuaris utilitzen paraules d'associació familiar o poc complexa. Per això hi ha una l'opció per usar un keyfile, és a dir, seleccionar un dels milers d'arxius que hi ha en l'equip com a segona contrasenya. També se li pot demanar a TrueCrypt que generi un Keyfile ad hoc, però aquest té l'inconvenient que és únic. Si es malmet i no hi ha còpia, no serà possible recuperar l'arxiu xifrat.

### Opcions d'emmagatzematge
És possible gravar un suport de l'arxiu xifrat en una altra part, com podria ser en un CD i posar-ho en algun lloc segur. Encara que l'ordinador es destrueixi o sigui robat, l'arxiu del disc de suport es pot muntar perfectament en un altre equip que tingui TrueCrypt coneixent la contrasenya i l'arxiu secret que serveix com Keyfile, si és que es va triar aquesta modalitat.
La grandària de l'arxiu xifrat és definible per l'usuari. Es pot seccionar amb algun programa arxivador si és necessari.
Un cop muntat el volum, pot desmuntar-se automàticament segons els paràmetres que triï l'usuari. Es desmunta, per defecte, al tancar la sessió de treball (logout) en l'equip, però és possible que es desmunti també en activar-se l'estalvis de pantalla, per exemple, si cal una alta seguretat.
Aquest volum pot passar inadvertit, ja que pot tenir el nom d'un arxiu comú o el que s'estimi adequat, però encara es poden detectar amb "TCHunt"

### Algorismes de xifrat
TrueCrypt aguanta els algorismes de xifrat: AES, Serpent i Twofish.
Addicionalment suporta diferents combinacions dels algorismes esmentats anteriorment: 
- AES-Twofish
- AES-Twofish-Serpent
- Serpent-AES
- Serpent-Twofish-AES
- Twofish-Serpent.

### Algorismes de hash
TrueCrypt suporta RIPEMD-160, SHA-512 i WHIRLPOOL algorismes de hash[1]

### Nivells possibles de denegació
És impossible identificar un volum TrueCrypt fins que aquest sigui desxifrat.TrueCrypt aguanta dos tipus possibles de denegació, en cas que es forci la revelació de la contrasenya.
- Volums ocults (es té un volum TrueCrypt dins d'un altre volum TrueCrypt)
- Sistema operatiu ocult.

Malgrat això encara és possible determinar els volums de TrueCrypt utilitzant "TCHunt"

## Llicència
La TrueCrypt Collective License no compleix els requisits de la definició de codi obert i, per tant, no ha estat aprovada per l'Open Source Initiative. Totes les distribucions importants de GNU/Linux (Debian, Ubuntu, Fedora, openSUSE, Gentoo) la consideren una llicència privativa. El projecte Fedora explica el següent:
| « | El programa TrueCrypt es troba sota una llicència molt pobra, que no sols no és lliure, sinó que és activament perillosa per als usuaris finals que l'acceptin, fent-los susceptibles a possibles accions legals fins i tot si compleixen tots els termes de la llicència. Fedora ha fet grans esforços per intentar treballar amb els desenvolupadors de TrueCrypt per a solucionar aquests errors de la seva llicència, però no se n'ha sortit. | » |

## Problemes de seguretat
TrueCrypt és vulnerable a diversos atacs coneguts. Per a evitar-los, la documentació distribuïda amb TrueCrypt requereix que els usuaris segueixin diverses precaucions de seguretat. Alguns d'aquests atacs són els següents.

### Claus de xifrat emmagatzemades en la memòria
TrueCrypt emmagatzema les seves claus en RAM; en un ordinador personal, la DRAM mantindrà el seu contingut diversos segons després que es talli l'energia o bé, si baixa la temperatura. Aquest mètode és conegut com a atac d'arrencada en fred, que s'aplicaria a un ordinador portàtil obtingut en manera encesa, suspès o amb pantalla bloquejada, s'ha utilitzat amb èxit per a atacar un sistema d'arxius protegit per TrueCrypt.

### Software maliciós
La documentació de TrueCrypt estableix que no pot protegir les dades en un ordinador si té algun tipus de malware instal·lat, ja que aquest malware pot registrar les pulsacions de tecles, exposant així les contrasenyes a un atacant. A més a més, és possible que s'intenti utilitzar el nom de TrueCrypt per a instal·lar-se malware.

### Seguretat física
TrueCrypt estableix que no pot protegir les dades en un ordinador si un atacant ha accedit físicament a ells i l'usuari torna a utilitzar TrueCrypt en l'ordinador compromès, no aplicant-se en aquells casos de robatori, pèrdua o que hagi estat confiscat. L'atacant que tingui accés físic pot, instal·lar un registrador de tecles de programari, un dispositiu de control de bus que capturi memòria o, instal·lar qualsevol altre maquinari maliciós, la qual cosa li permet a l'atacant capturar dades no xifrades o per a desxifrar dades xifrades utilitzant contrasenyes capturades o claus de xifrat.

### El kit d'arrencada "Stoned"
S'ha demostrat que el bootkit "Stoned", un rootkit MBR és capaç de manipular el MBR de TrueCrypt, eludint el xifrat de volum complet de TrueCrypt. Si el programari de xifrat no es basa en tecnologies de xifrat basades en maquinari com TPM, o si l'atac es realitza amb privilegis administratius mentre s'executa el sistema operatiu xifrat, tot el programari de xifrat de disc dur es veuen afectats potencialment per aquesta atac.
Existeixen dos tipus d'escenaris d'atac en els quals és possible aprofitar-se maliciosament d'aquest bootkit. En el primer, cal que l'usuari inici el bootkit amb privilegis administratius una vegada que la PC ja hagi iniciat Windows. En el segon cas, una persona malintencionada necessita accés físic al disc dur xifrat amb TrueCrypt de l'usuari. Això és necessari per modificar el MBR TrueCrypt de l'usuari amb el del kit d'arrencada Stoned. Per després tornar-ho a col·locar el disc dur en la PC de l'usuari. De manera que quan l'usuari inicia la PC i escriu la seva contrasenya de TrueCrypt en l'inici, el kit d'inici "Stoned" la intercepta perquè el kit d'inici Stoned es carrega abans que el MBR de TrueCrypt en l'inici.

### Mòdul de plataforma de confiança
TrueCrypt estableix que no es pot confiar en el Mòdul de plataforma segura (TPM) per a la seguretat, ja que si l'atacant té accés físic o bé administratiu a l'ordinador, i aquest és utilitzat posteriorment, podria haver estat modificat per l'atacant. Com un registrador de pulsacions de tecles de maquinari, podria haver-se utilitzat per a capturar la contrasenya o una altra informació confidencial. Atès que el TPM no evita que un atacant modifiqui maliciosament l'ordinador, TrueCrypt no admetrà el TPM.

## Casos legals

### Cas 1: Operació Satyagraha
Al juliol de 2008, diversos discos durs protegits amb TrueCrypt van ser confiscats al banquer brasiler Daniel Dantas, sospitós per delictes financers. L'Institut Nacional Brasiler de Criminologia (INC) va intentar sense èxit durant cinc mesos obtenir l'accés als seus arxius en els discos, però aquests estaven protegits per TrueCrypt.

### Cas 2: James DeSilva
Al febrer de 2014, un empleat del Departament de Béns, James d'Arizona, James DeSilva, va ser arrestat per càrrecs d'explotació sexual d'un menor mitjançant l'intercanvi d'imatges explícites a través d'Internet. El seu ordinador, encriptat amb TrueCrypt, va ser confiscat, negant-se a revelar la seva contrasenya. Els detectius forenses del comtat de Maricopa, no van poder accedir als seus arxius emmagatzemats.

### Cas 3: Lauri Love
L'octubre del 2013, l'activista britànic finlandès Lauri Love, va ser arrestat per l'Agència Nacional contra el Crim (NCA) acusat de conspiració i per hackejar un ordinador del departament dels EUA. El govern li va confiscar tots els dispositius electrònics i li va exigir que els proporcionés les claus necessàries per a desxifrar els dispositius. El 10 de maig de 2016, un jutge de districte de primera instància va rebutjar una sol·licitud de la NCA que l'obligués a fer-ho.

### Cas 4: José Manuel Villarejo
Villarejo, empresari espanyol, excomissari del Cos Nacional de Policia, va ser acusat d'organització criminal, suborn i blanqueig de capitals. Va acumular un patrimoni de més de 20 milions d'euros a Espanya.
L'excomissari del CPN, mantenia en el seu poder discos durs i USB amb una capacitat total de 32 TB. En ells l'acusat guardava informació sensible dels seus negocis i comunicacions. El CNI porta temps tractant de desxifrar aquesta informació que hi ha estat xifrada amb TrueCrypt. Per això el jutge del cas, va recórrer als serveis del CNI per a tractar de trencar aquest xifrat i accedir a la informació. No obstant això els intents del CNI han fracassat a l'hora de revelar què amaguen els 14 discos durs i 47 pendrives USB amb aquestes dades.